# Christiane Pielke
Christiane Pielke   (Hannover, 12 de maig de 1963) és una nedadora alemanya, ja retirada, especialista en estil lliure, que va competir sota bandera de la República Federal Alemanya durant la dècada de 1980.
El 1984 va prendre part en els Jocs Olímpics d'Estiu de Los Angeles, on va disputar dues proves del programa de natació. Formant equip amb Iris Zscherpe, Susanne Schuster i Karin Seick guanyà la medalla de bronze en els 4x100 metres lliures, mentre en els 200 metres estils fou cinquena. Quatre anys més tard, als Jocs de Seül, disputà tres proves del programa de natació, en què destaca la setena posició en els 4x100 metres lliures.
En el seu palmarès també destaquen quatre medalles en el Campionat d'Europa de natació, una de plata i tres de bronze, entre el 1985 i el 1987, així com tres campionats nacionals, dos dels 50 metres i un dels 100 metres lliures de 1987 i 1988.